# Dårarnas båt

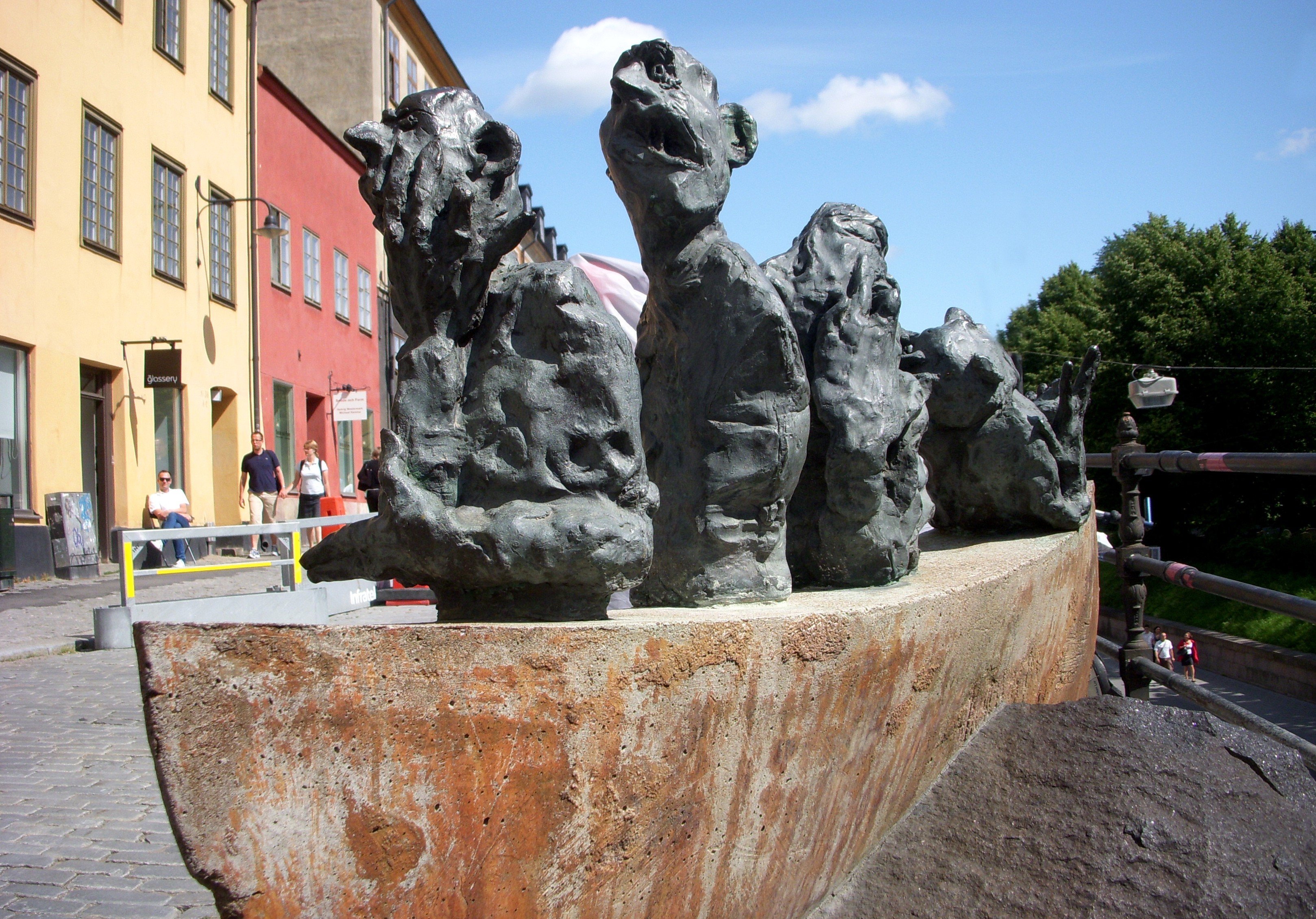
Dårarnas båt på Hornsgatspuckeln i Stockholm.

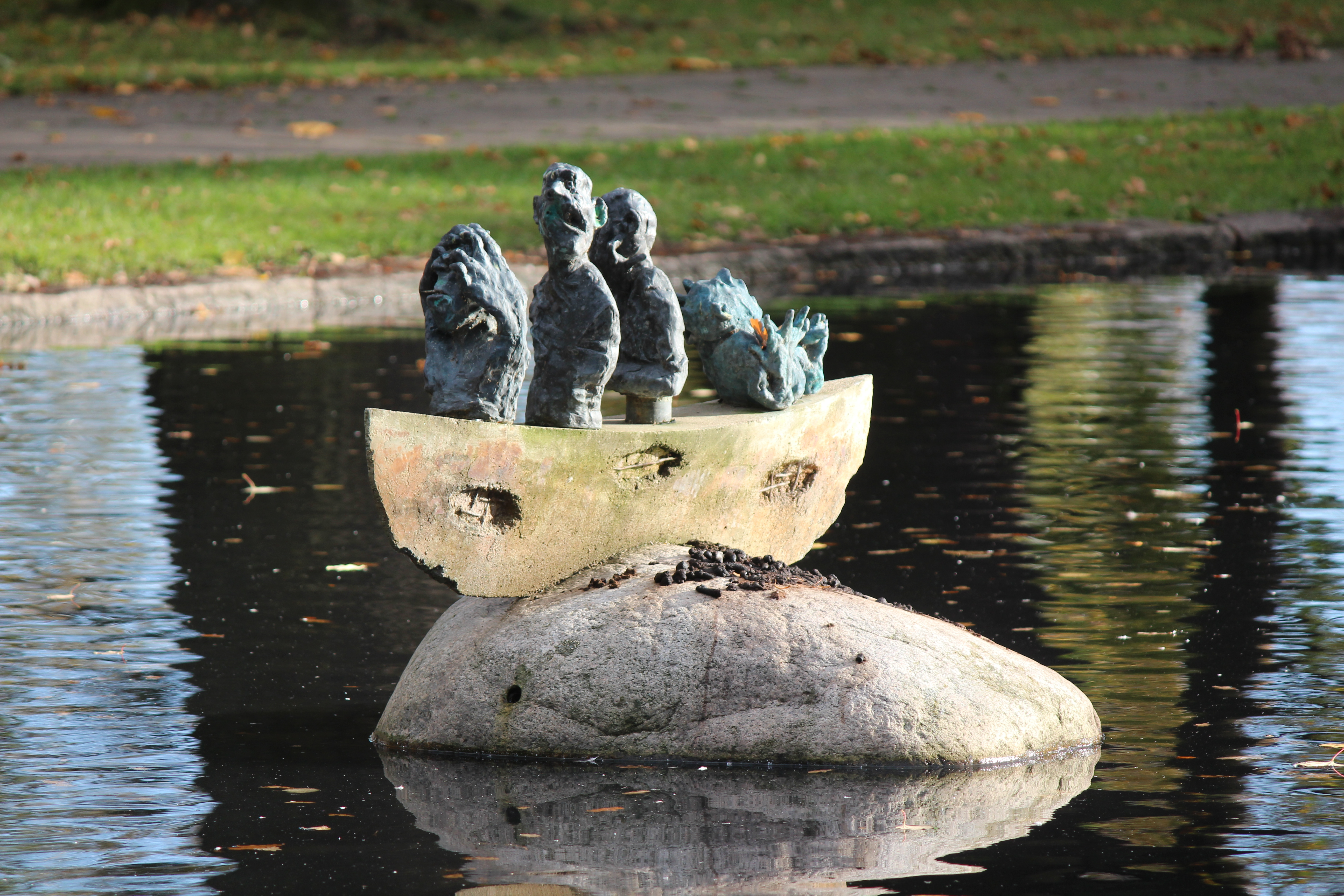
Dårarnas båt i Vasaparkens damm i Västerås.

Dårarnas båt är en skulptur skapad av Sture Collin 1990. Skulpturen finns på tre platser runt om i Sverige: T-banestation Sockenplan i Stockholm, Hornsgatspuckeln, också i Stockholm samt i Vasaparken i Västerås.
Verket är en tredimensionell tolkning av målningen Narrskeppet av den nederländske konstnären Hieronymus Bosch. I verken symboliseras mänskligheten av ett skepp som redlöst driver mot undergången och där besättningen består av panikslagna dårar. Skulpturen är utförd i betong (båten) och brons (dårarna).
Den första skulpturen i upplagan placerades på tunnelbanestationen Sockenplan i Enskedefältet år 1990. 
Skulpturen vid Hornsgatspuckeln köptes in av Eva Bonniers donationsnämnd och skänktes till Stockholms stad år 1992. Sture Collin ville att den skulle placeras utanför Landstingsförbundets hus i Stockholm, ett förslag vars symbolik dock inte uppskattades. Följaktligen hamnade den stockholmska varianten av Dårarnas båt istället längre bort på Hornsgatspuckeln på Södermalm.
Den tredje upplagan placerades i Vasaparken i Västerås i samband med att Västerås konserthus byggdes 2001.

## Placeringar
- 59°16′57.16″N 18°4′11.22″Ö / 59.2825444°N 18.0697833°Ö Sockenplan, 1990
- 59°19′9.3″N 18°3′54.52″Ö / 59.319250°N 18.0651444°Ö Hornsgatspuckeln, 1992
- 59°36′29.2″N 16°32′58.95″Ö / 59.608111°N 16.5497083°Ö Vasaparken i Västerås, 2001